# Borís Aleksàndrovitx Aleksàndrov
Borís Aleksàndrovitx Aleksàndrov (rus: Александров Борис Александрович)  (Bologoie, 22 de juliol de 1905 (Julià) - Moscou, 17 de juny de 1994) va ser un compositor rus i soviètic i, des de 1946 fins a 1986, el segon cap de l'Ensamble Alexandrev va ser reconegut pel seu pare Alexandrov. Aleksandrov va assolir el grau de Major General i va rebre l'ordre d'Heroi del Treball Socialista, el Premi Lenin i Stalin, i va ser nomenat Artista del Poble de l'URSS.

## Biografia
Primers anys
Va començar la seva carrera musical, als 13 anys, com a violista i en el cor infantil del Teatre Bolxoi de Moscou, actuant al costat de cantants com Feodor Chaliapin. De 1923 a 1929 va assistir al Conservatori de Moscou, dirigit per Reinhold Glière. De 1929 a 1937 va dirigir el departament de música del recentment establert Teatre Central de l'Exèrcit Roig i de 1933 a 1941 va ser professor associat del Conservatori de Moscou. El 1937, es va convertir en el director artístic adjunt de l'"Alexandrov Ensemble". També va ser compositor, escrivint en diversos gèneres de música instrumental simfònica i de cambra.

## Segona Guerra Mundial
Durant la Segona Guerra Mundial, Boris Aleksandrov, amb el seu pare, va dirigir el conjunt en concerts de ràdio de tota la Unió i més de 1500 concerts al Front, oficialment per promoure activament la música popular russa i les cançons dels compositors soviètics i la música popular per al pel patriotisme i la moral. Durant aquest temps, Boris va assumir una responsabilitat cada vegada més gran, a causa de la malaltia cardíaca del seu pare. Després de la mort d'Alexandrov el 1946, Boris Aleksandrov, el seu fill, va passar a succeir al seu pare com a director musical del conjunt.

## Lideratge del conjunt
Boris Aleksandrov va ser un compositor, arranjador, director d'orquestra, crític musical, artista i professor: una figura important del segle XX de la música militar russa. Va vetllar per la formació i la promoció de molts bons solistes. Després de la Segona Guerra Mundial, el conjunt, dirigit per Boris Aleksandrov, va viatjar a l'estranger seixanta-vuit vegades i va ser ben rebut a molts països d'Europa. Va continuar la idea central que va impulsar el seu pare: que el cor era el centre del conjunt, i que sense el cor no hi hauria conjunt.

## Tancament d'una llarga carrera
El 1985 es va celebrar públicament el seu 80è aniversari. Aleksandrov finalment es va retirar el 1987. El va succeir Igor Agafonnikov el mateix any, amb Anatoly Maltsev com a cap de conjunt. Es va retirar com a director titular l'any 1994; va morir aquell any i va ser enterrat a Moscou al cementiri de Novodevitx. El va succeir Viktor Fedorov, el mestre de cor des de 1986.

## Col·laboracions

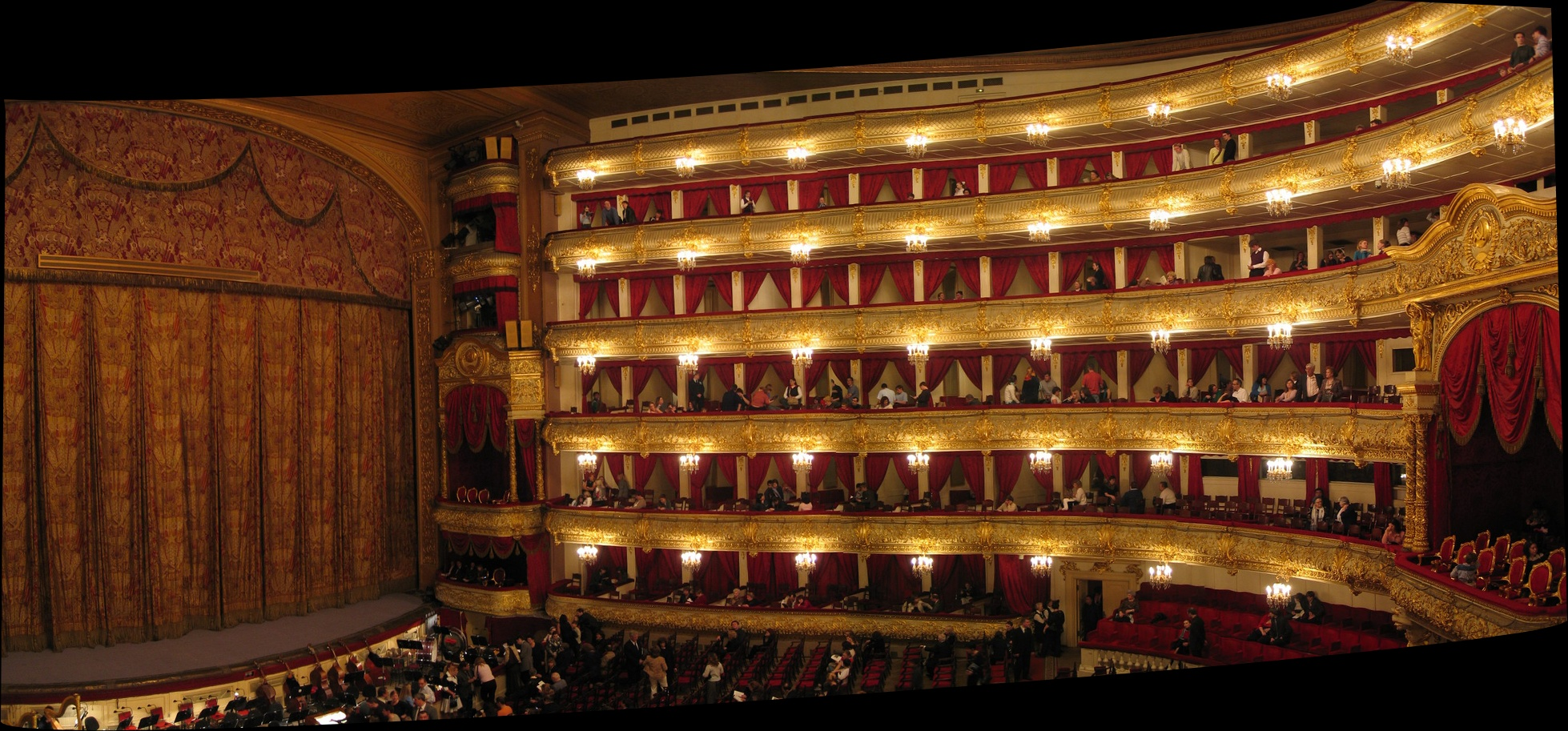
Teatre Bolxoi de Moscou, on Boris Aleksandrov va començar a aprendre el seu ofici, actuant al costat de grans intèrprets com Chaliapin.

El conjunt sota Boris Aleksandrov va treballar amb l'Artista Popular de la RSFSR, guardonat amb el Premi Stalin KP Vinogradov; Artista popular de l'URSS Andrei Petrov, el principal mestre de cor; VG Sokolov (més tard artista popular de l'URSS i professor del Conservatori de Moscou); Boris Ivanovich Kulikov (posteriorment rector del Conservatori de Moscou); Eugene Tytyanko (Artista popular de l'URSS); i VV Samsonenko, AP Kulygin i VI Chusei, tots artistes honorats de la RSFSR. Els ballarins van treballar amb l'Artista Popular de l'URSS PP Virsky, els solistes del Teatre Bolxoi, l'Artista Honorat AI Radunsky i l'Artista Honorat de la RSFSR KG Farmanyants i l'Artista Popular de l'URSS U.P. Khmelnitski. L'orquestra va treballar amb VA Aleksandrov, VV Samsonenko ambdós Artista Honorat de la RSFSR, i Artista Popular de la RSFSR VA Korobko.

## Composicions i arranjaments
Va afegir més de 150 obres noves al repertori, incloses obres de compositors locals dels països visitats pel conjunt. Va treballar amb compositors soviètics vius, enriquint tant les obres com la interpretació. Va escriure música simfònica, de cambra, instrumental, vocal-simfònica i teatral, i es va especialitzar en música militar. Va escriure un himne nacional pel qual va rebre un premi del Ministeri de Cultura de la Unió Soviètica, i pel qual era conegut pels contemporanis com "el soldat-patriota". El 1937 va escriure l'opereta Wedding in Malinovka que contenia temes patriòtics: revolucionaris, soldats, camperols i música popular. Altres operetes inclouen La noia de Barcelona (1942) sobre partisans russos i una co-combatent espanyola; My Gyuzel (1946), Near You (1949) i La cent primera esposa (1957). Els ballets inclouen Young Friendship i Southpaw (1955). També va escriure cantates com Cantata of the Party (1955), l'oratori Octubre Soldat Defending the World (1967), Book of the Motherland (1979), més la suite Guarding (1981).
Aleksandrov va compondre la cançó "Visca el nostre estat" (Да здравствует наша держава) per ser l'himne de la Unió Soviètica. Tanmateix, va ser rebutjat, però la composició de 1943 (amb lletres diferents) es va convertir en l'himne nacional de Transnístria als anys noranta. La cançó es va utilitzar en desfilades a la Unió Soviètica i es continua utilitzant avui al final de les desfilades del Dia de la Victòria a Moscou, adaptada com a marxa militar. Una altra marxa composta per ell és "Marxa d'exèrcits conjunts".

## Premis
- Medalla "Per al treball distingit" (1939)
- Artista honorat de la RSFSR (1944)
- Artista popular de la RSFSR (1948)
- Tres ordres de Lenin (1949, 1967, 1975)
- Premi Stalin, 1a classe (1950)
- Medalla "Al mèrit de batalla" (1953)
- Artista popular de l'URSS (1958)
- Ordre de la Bandera Roja del Treball (1964)
- Heroi del treball socialista (1975)
- Premi Lenin (1978)
- Ordre "Per al servei a la Pàtria a les Forces Armades de l'URSS", 3a classe (1982)
- Premi Estatal Glinka de la RSFSR (1985)
- Ordre de la Revolució d'Octubre (1985)
- Orde de la Guerra Patriòtica, 2a classe (1985)